# Alphonse Baume
Alphonse Baume (* 24. Dezember 1933 in Mont Crosin; † 25. Juli 2014 ebenda) war ein Schweizer Skilangläufer.

## Werdegang
Baume, der für den SC La Brévine startete und als Landwirt tätig war, wurde bei den Schweizer Meisterschaften 1957 Neunter über 15 km und bei den Schweizer Meisterschaften 1959 Fünfter über 50 km. In der Saison 1957/58 belegte er bei den Schweizer Meisterschaften 1958 den fünften Platz über 15 km und bei den Nordischen Skiweltmeisterschaften 1958 in Lahti den 33. Platz über 15 km, den 32. Rang über 50 km, den 27. Platz über 30 km sowie zusammen mit Lorenz Possa, Michel Rey und Fritz Kocher den siebten Platz in der Staffel. In der Saison 1959/60 wurde er nach Platz neun in Entlebuch und Rang eins in Andermatt für die Olympischen Winterspiele 1960 in Squaw Valley nominiert, wo er den 27. Platz über 15 km, den 24. Platz über 30 km und zusammen mit Fritz Kocher, Marcel Huguenin und Lorenz Possa den achten Platz in der Staffel errang. Zuvor kam er bei internationalen Wettbewerben in Le Brassus und bei den Schweizer Meisterschaften 1960 in Saas-Fee jeweils auf den vierten Platz über 15 km. Im folgenden Jahr lief er bei den Schweizer Meisterschaften auf den dritten Platz über 16 km und holte über 30 km seinen ersten und einzigen Schweizer Meistertitel. Nach Platz zehn über 15 km und Rang sieben mit der Staffel bei internationalen Wettbewerben in Le Brassus in der Saison 1961/62 errang er bei den Schweizer Meisterschaften 1962 den zweiten Platz über 30 km. Beim Saisonhöhepunkt, den Nordischen Skiweltmeisterschaften 1962 in Zakopane, belegte er den 33. Platz über 15 km, den 18. Rang über 30 km und zusammen mit Konrad Hischier, Erwino Hari und Alois Kälin den achten Platz in der Staffel. Bei den Schweizer Meisterschaften im Februar und März 1963 wurde er Vierter über 30 km und jeweils Zweiter über 50 km sowie mit der Staffel.
In der Saison 1963/64 kam Baume bei den Schweizer Meisterschaften 1964 auf den fünften Platz über 30 km, auf den vierten Rang über 15 km sowie auf den dritten Platz mit der Staffel und bei den Olympischen Winterspielen 1964 in Innsbruck auf den 43. Platz über 30 km sowie auf den 26. Rang über 50 km. In den folgenden Jahren nahm er meist an nationalen Rennen teil. Dabei lief er bei den Schweizer Meisterschaften 1965 auf den achten Platz über 50 km sowie auf den sechsten Rang über 15 km und bei den Schweizer Meisterschaften 1966 auf den zehnten Platz über 50 km.